# Arthur Hobrecht

Arthur Hobrecht

Arthur Heinrich Ludolf Johnson Hobrecht (* 14. August 1824 in Berent/Kobierczin bei Danzig; † 7. Juli 1912 in Lichterfelde) war ein deutscher Politiker (Nationalliberale Partei). Er amtierte als Oberbürgermeister von Breslau und Berlin, war Landtags- und Reichstagsabgeordneter, sowie für wenige Monate preußischer Finanzminister.

## Leben

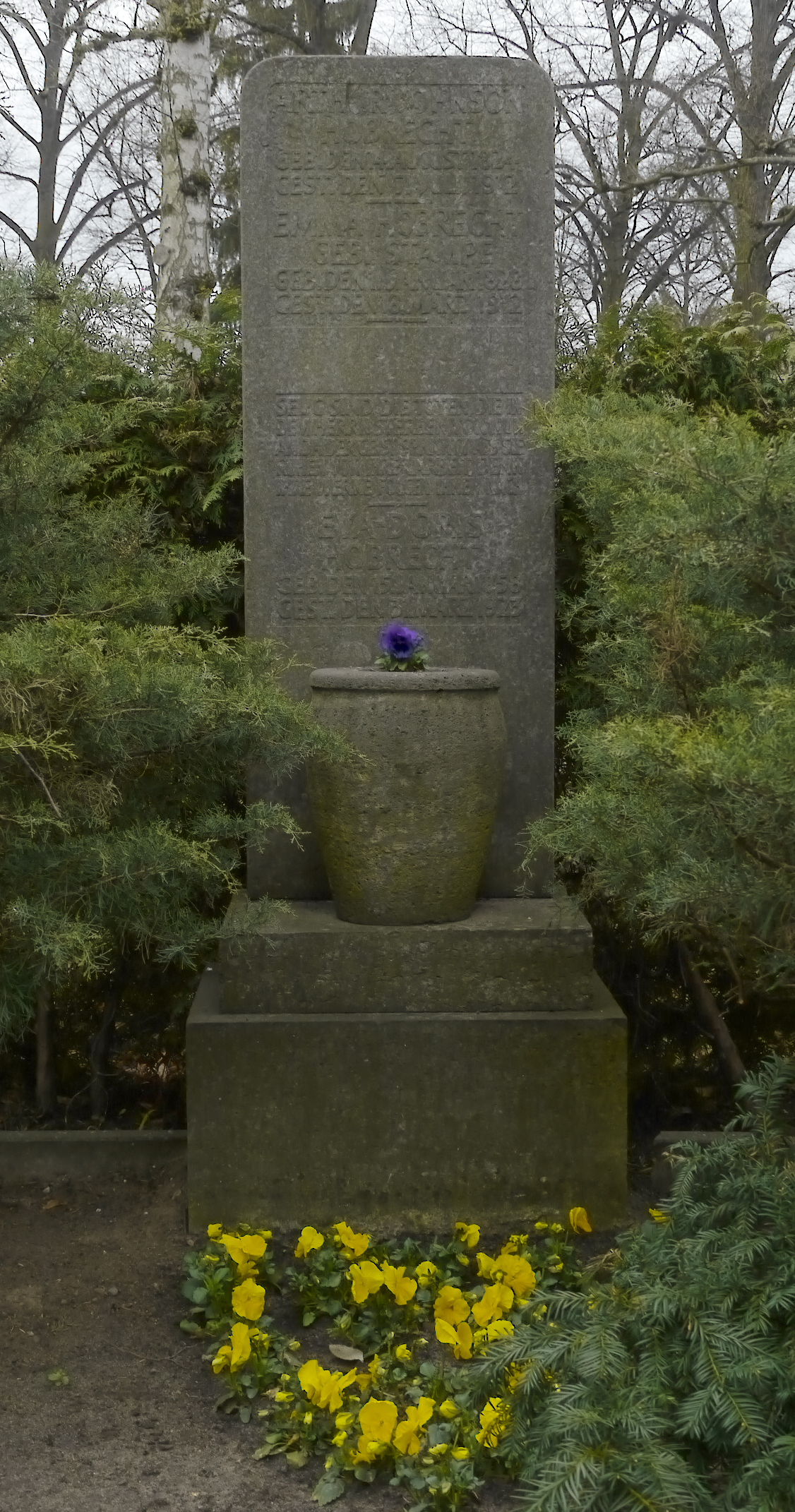
Grab von Arthur Hobrecht auf dem Friedhof Lankwitz. Koordinaten des Grabes:

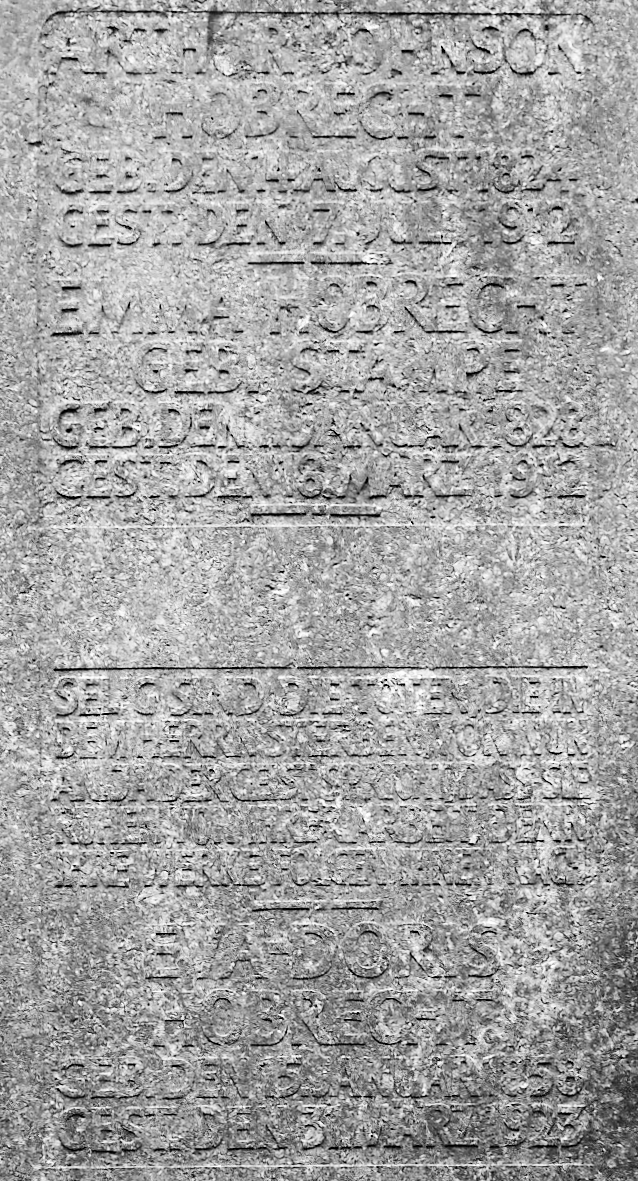
Grabinschrift von Arthur Hobrecht

Arthur Hobrecht wurde als Sohn des Gutsbesitzers Ludolph Hobrecht und dessen Frau Isabella geb. Johnson in der Nähe von Danzig geboren. Seine Brüder waren James Hobrecht und Max Hobrecht. Nach dem Abitur in Königsberg studierte er Rechtswissenschaft an der Albertus-Universität. 1841 wurde er Mitglied der Hochhemia. Er wechselte an die Universität Leipzig und die Friedrichs-Universität Halle. 1844 kam er als Referendar an das Oberlandesgericht Naumburg.
Im Winter 1847/48 wurde er mit der Verwaltung des Landratsamts im schlesischen Kreis Rybnik und dann bis Ende 1849 mit der Verwaltung des Kreises Grottkau betraut. Anschließend war er Regierungsassessor in Posen, Gleiwitz und Marienwerder. Er war von 1860 bis 1863 als Hilfsarbeiter im Innenministerium tätig und wurde dann zum Oberbürgermeister von Breslau gewählt. Während jener Zeit (1863–1872) vertrat er die Stadt in der „OB-Fraktion“ des Preußischen Herrenhauses.
Am 21. März 1872 wählte ihn die Berliner Stadtverordnetenversammlung unter ihrem Vorsteher Friedrich Kochhann mit 55 gegen 47 Stimmen zum Oberbürgermeister von Berlin. Nach der königlichen Bestätigung der Wahl am 3. Mai 1872, wurde er am 16. Mai 1872 durch den Oberpräsidenten in sein Amt eingeführt. Hobrecht vertrat die Stadt Berlin anschließend auch im Preußischen Herrenhaus. Berlin war 1871 zur Hauptstadt des Deutschen Kaiserreiches geworden und stand nun vor gewaltigen Aufgaben. Neben den neuartigen Verwaltungstätigkeiten war es Hobrecht ein Anliegen, endlich für Sauberkeit auf den Straßen Berlins zu sorgen. Sein Ziel war es, Berlin „zur saubersten Stadt Europas“ zu machen. Zur Durchsetzung dieser ehrgeizigen Aufgabe konnte er die Unterstützung des Hygienikers Rudolf Virchow gewinnen. Unter anderem begann er mit der Kanalisierung zur Entwässerung. Mit dieser Aufgabe wurde sein jüngerer Bruder James Hobrecht als Stadtbaurat betraut.
Nachdem Hobrecht am 26. März 1878 als Nachfolger von Otto von Camphausen zum preußischen Finanzminister ernannt worden war, legte er das Amt des Oberbürgermeisters mit Schreiben vom 30. März 1878 nieder und schied am 1. April 1878 aus dem Amt aus. Am 30. März 1878 trat er der Gesellschaft der Freunde bei. Hobrecht schied wegen Differenzen mit Otto von Bismarck im Juli 1879 wieder aus dem Kabinett Bismarck aus (ebenso die liberal gesinnten preußischen Minister Adalbert Falk (am 14. Juli 1879) und Karl Rudolf Friedenthal (12. Juli 1879)). Im Herbst 1879 wurde Hobrecht im Landkreis Preußisch Stargard in das Preußische Abgeordnetenhaus gewählt, dem er bis zu seinem Tode angehörte. Er kam 1881 für den Reichstagswahlkreis Regierungsbezirk Marienwerder 1 (Stuhm/Marienwerder) in den Deutschen Reichstag. Hier gehörte er zu den Wortführern der Nationalliberalen. Nachdem er 1884 in dem Wahlkreis nicht gewählt worden war, kandidierte er 1886 erfolgreich bei einer Ersatzwahl im Reichstagswahlkreis Regierungsbezirk Marienwerder 3 (Graudenz). Er vertrat diesen Wahlkreis bis 1890 im Reichstag. 1890 unterlag er knapp einem Kandidaten der Polenpartei. 1912 starb er in Groß-Lichterfelde, das damals noch nicht zu Berlin gehörte.

## Ehrungen (Auswahl)
- Ehrenbürger von Breslau (1872)
- Ehrenbürger von Berlin (1904, anlässlich seines 80. Geburtstages)
- Ehrengrab des Landes Berlin auf dem Friedhof Lankwitz; Grablage: Abt. C I – Reihe 1. WR – Nr. 96[6]